# Armageddon 2005
Armageddon 2005 was een professioneel worstel-pay-per-view (PPV) evenement dat geproduceerd werd door de World Wrestling Entertainment (WWE). Dit evenement was de zesde editie van Armageddon en vond plaats in de Dunkin' Donuts Center in Providence (Rhode Island) op 18 december 2005.
De belangrijkste wedstrijd was een Hell in a Cell match tussen Randy Orton en The Undertaker. The Undertaker won de match.

## Matchen
| Nr.                                                                          | Match                                                                                             | Winnaar(s)               |
| ---------------------------------------------------------------------------- | ------------------------------------------------------------------------------------------------- | ------------------------ |
| 1                                                                            | John "Bradshaw" Layfield (met Jillian Hall) vs. Matt Hardy in een een-op-een match                | John "Bradshaw" Layfield |
| 2                                                                            | MNM vs. The Mexicools in een tag team match                                                       | MNM                      |
| 3                                                                            | Chris Benoit vs. Booker T in een een-op-een match voor het vacante WWE United States Championship | Chris Benoit (nc)        |
| 4                                                                            | Bobby Lashley vs. William Regal & Paul Burchill in een Handicap match                             | Bobby Lashley            |
| 5                                                                            | Juventud (c) vs. Kid Kash in een een-op-een match voor het WWE Cruiserweight Championship         | Kid Kash (nc)            |
| 6                                                                            | Kane & Big Show vs. Rey Mysterio & Batista in een tag team match                                  | Kane & Big Show          |
| 7                                                                            | Randy Orton vs. The Undertaker in een Hell in a Cell match                                        | The Undertaker           |
| (c) huidige kampioen voor en na de match \| (nc) nieuwe kampioen na de match |                                                                                                   |                          |